# 特威德河畔貝里克選區
特威德河畔貝里克（英語：Berwick-upon-Tweed），英國國會一郡選區，包括英格蘭東北部諾森伯蘭郡北部。始設於1512年，1885年以前應選兩席。
選區1885年以來是自民黨和保守黨競爭的選區。在2010年大選中自1973年起任議員的阿倫·比斯以43.7%選票勝出該區，使本區成為當年東北英格蘭兩個自民黨選區之一。2015年起則復屬保守黨。